# Красные Лучи
Кра́сные Лучи́ — хутор в Зерноградском районе Ростовской области России.
Входит в состав Большеталовского сельского поселения.

## География
Хутор расположен на левом берегу реки Кагальник.

## Население
| 2010 |
| ---- |
| 67   |

## Улицы
На хуторе имеется одна улица: 40 лет Победы.